# Martha Root
Martha Root (19. srpna 1872 Richwood, Ohio – 28. září 1939, Hawaii) byla americká esperantistka a propagátorka baháí víry.
Po studiích pracovala jako učitelka a poté pracovala pro Pittsburgh Chronicle Telegraph jako redaktorka společenské rubriky. Baháí víru poznala roku 1909 a v roce 1911 navštívila první společenství v Chicagu. V letech 1911 a 1912 potkala Abdu’l-Baháa v Pittsburghu.
Počátkem května 1926 přijela do Československav rámci své cesty kolem světa se záměrem seznámit obyvatele s vírou bahá’í. Během osmidenního pobytu v Praze organizovala několik přednášek spolu s esperantistou Vukem Echtnerem, který se stal jejím tlumočníkem. O rok později se oba účastnili esperantského kongresu v Gdaňsku, pro nějž společně v esperantu připravili publikaci Bahajské vědecké důkazy o posmrtném životě.
Roku 1928 ji v Praze přijal prezident Tomáš Garrigue Masaryk a později také Edvard Beneš. V Praze kolem ní vzniklo uskupení zájemců o bahá’í učení, zejména z okruhu esperantistů, pacifistů a lidí zabývajících se novými duchovními směry. Patřili zde například např. novinář Alexandr Sommer Batěk či theosofka Pavla Moudrá. V roce 1932 Vuk Echtner s Marthou Rootovou přeložili a vydali knihu Johna Esslemonta Bahá’u’lláh a nová doba.
Martha Root pokračovala ve své misijní cestě a například roku 1939 chtěla navštívit císaře Hirohita, ale nebylo jí ze strany amerických úřadů povoleno do Japonska vycestovat. Vrátila se tedy na Havaj, kde také zemřela.